# 政權 (三民主義)
政權，三民主義的政治學術語，由孫中山提出，為權能區分理論的一部份。政權意指人民用於控制政府的政治權力，分為選舉、罷免、創制、複決四權。與政權相對的，為政府的治權。

## 概論
孫中山認為，政治中，人民集體來保持自由權的力量，稱為政權，也就是民權。過度的民權會造成無政府狀態，因此需要政府的治權來加以平衡。
孫中山原始五權憲法理論中，將行政、立法、司法、考試、監察五者皆歸於治權，由政府擁有；政權由國民大會代表執行。
日本學者美濃部達吉與其學生宮澤俊義，反對孫中山提出的權能區分，認為政權與治權都應該屬於人民，將政權與治權分開，將會削弱民主制度。